# بريم (ممثل)
بريم هو كاتب أغاني ومخرج وشاعر وممثل هندي، ولد في 22 أكتوبر 1976 في الهند.

## وصلات خارجية
- بريم على موقع IMDb (الإنجليزية)
- بريم على موقع قاعدة بيانات الفيلم (الإنجليزية)